# 匍彩芋属
匍彩芋属（学名：Ulearum）是天南星科的一个属，是种开花植物。它包含两个已知物种，均原产于南美洲。匍彩芋属与丽白芋属非常相似，但丽白芋属仅在非洲发现，因此两者的关系不确定。
- Ulearum donburnsii Croat & Feuerst. 2003 - 厄瓜多尔
- 匍彩芋 Ulearum sagittatum Engl. 1905 - 秘鲁洛雷托大区、巴西阿克里州

先前被归入本属的物种：
- Ulearum reconditum Madison 1980 ，今被归为单独的属，双鳞芋属（Bognera recondita） (Madison) Mayo & Nicolson 1984 - 巴西亚马孙州